# Thomas Edward Lawrence
Thomas Edward Lawrence (Tremadog, Wales, 16. kolovoza 1888. – Bovington Camp, Engleska 19. svibnja 1935.), poznatiji kao Lawrence od Arabije, bio je britanski diplomat, potpukovnik, pripadnik tajne službe, vojni pilot, arheolog i pisac.
Od rane mladosti, zanimale su ga povijest i i arheologija, koje je proučavao najprije u Velikoj Britaniji u Sveučilište u Oxfordu i u Francuskoj, a od 1910. bio je dio arheoloških istraživanja na Bliskom istoku. Tamo je naučio nekoliko stranih jezika i prilikom izbijanja Prvog svjetskog rata postao je pripadnik britanske vojske i tajne službe. Nakon rata postao je poznat kao posrednik između Arapa i Turaka u Arapskom ustanku protiv Osmanskog Carstva. Odlično se uklopio među Arape, živio je s njima i aktivno im pomagao u borbi za nezavisnost. Odlikovao se hrabrošću.
Njegova sposobnost živopisnog opisivanja svojih avantura, članci o njemu u novinama,  te reportaža Lowell Thomasa donijeli su mu svjetsku slavu posebno nakon objavljivanja njegove knjige: Sedam stupova mudrosti. Nakon povratka iz Arabije, živio je u Velikoj Britaniji. Jedno vrijeme bio je vojni pilot. Kasnije je napisao knjigu Izvor o vremenu koje je proveo u Kraljevskoj zračnoj snazi. Puno vremena provodio je na motociklu.
Umro je u dobi od 46 godina, 6 dana nakon nesreće na motociklu, kada se izmaknuo da ne pogazi dva dječaka biciklista.
O njegovu životu snimljen je uspješan film Lawrence od Arabije 1962. godine, s Peterom O'Tooleom kao glavnim glumcem.